# Charles Belamy
Charles Belamy (Brugge 24 mei 1817 - Sint-Pieters-op-den-Dijk 5 april 1889) was burgemeester van de Belgische gemeente Sint-Pieters-op-den-Dijk van 1879 tot 1889.

## Levensloop
Belamy was een in Brugge gevestigde familie van Schotse oorsprong.  Charles werd apotheker en had zijn officina vanaf 1845 in de Wollestraat, waarschijnlijk in het Huis Hemelryck (thans nr 7). Hij trouwde in 1855 met de vijftien jaar jongere Anna Van Haecke, jonge zus van priester Lodewijk Van Haecke. Toen hun zoon Joseph-Albert de apotheek kon overnemen, ging het echtpaar Belamy rentenieren op Sint-Pieters.
Hij behoorde tot de vooraanstaande inwoners van de kleine gemeente en woonde er in het kasteel De Patente langs de Blankenbergse steenweg. Dit klein kasteel, omringd door een wal of 'mote' bestond al in de zestiende eeuw, wellicht vroeger.

## Burgemeester
In 1875 werd Belamy tot gemeenteraadslid verkozen en in 1879 werd hij burgemeester, in opvolging van Jan Stragier. Hij werd zelf opgevolgd, zes weken na zijn dood, door Charles Serweytens.
Belamy werd, zoals alle gemeentebestuurders, geconfronteerd met de schoolstrijd. Sint-Pieters koos voor het katholiek onderwijs, verwaarloosde de gemeenteschool en betoelaagde de vrije katholieke jongens- en meisjesschool.

## De Patente
Na de dood van Belamy werd het kasteel geërfd door zijn dochter Marie († 1949) en haar echtgenoot, de componist en Brugs conservatoriumdirecteur Karel Mestdagh (1850-1924), die er grondige wijzigingen deed aanbrengen. 
Na verschillende opeenvolgende inwoners te hebben gehad, werd het kasteel in 1997 verbouwd en werd er een nieuwe vleugel aan toegevoegd, om bewoning te bieden als seniorenresidentie. De uitbaters gaven er de naam Residentie Burgemeester Belamy aan.